# Mesomys stimulax
Mesomys stimulax (суринамський голчастий деревний щур) — вид гризунів родини щетинцевих, що зустрічається в басейні Амазонки в Бразилії тільки в низинних лісах, нижче 300 м над рівнем моря.

## Морфологія
Морфометрія невеликої самки. Довжина голови й тіла: 129, довжина хвоста: 113, довжина задньої лапи: 28,5, довжина вуха: 11 мм.
Опис. Поверхня спини густо вкрита колючками. Колючки на голові тонкі, повністю покриті волоссям; ззаду колючки стають більш щільними і товщими, а в задній частині тіла вони домінують повністю. Волосся червонувато-коричневе, часто з темними кінчиками; колючки темно-коричневі, при основі дещо світліші. На деяких колючках є різка бліда смуга одразу під темним кінчиком, такі колючки із смугами ззаду і з боків і хутро отримує крапчасту зовнішність. У інших частинах тіла, хутро коричневе і темно-сіре від змішування колючок і волосків. Вуса дуже довгі і сильні, найдовші сягають за основи передніх ніг. Вуха округлі, темно-коричнево-чорнуваті, як з короткими, так і з дуже довгими, тонкими волосками. Нижня частина голови й тіла кремово-біла з вкрапленнями блідо-коричнево-червоного. Це червонуватий колір особливо помітний збоку біля чіткої лінії, що відокремлює спинний і черевний кольори. Зовнішній бік ніг блідо-сірувато-коричневого кольору, всередині кремово-білого, як черевна поверхня тіла. Хвіст рівномірно коричнево-сірий з короткими і тонкими волосками, він закінчується коротким, не дуже помітним чубом. Передні ноги мають чотири пальці, задні ноги — п'ять. Хвіст коротший, ніж голова і тіло.